# Momoe Yamaguchi
Momoe Yamaguchi (jap. 山口 百恵, Yamaguchi Momoe; * 17. Januar 1959 in Shibuya, Tokio) ist eine japanische Sängerin, Schauspielerin und Japanisches Idol.
Sie ist in dem Stadtteil Shibuya in Tokio geboren und bis zu ihrem Debüt in der Präfektur Kanagawa aufgewachsen. 1973 machte sie ihr Debüt als Sängerin. Später wurde sie als Darstellerin in der Fernsehserie Star Tanjo bekannt. Ihr Lied Fuyu no Iro kam im Jahr 1974 auf den ersten Platz der japanischen Charts. In den acht Jahren ihrer Laufbahn veröffentlichte sie 32 Singles und 21 Alben. Nach ihrer Heirat mit dem Schauspieler Tomokazu Miura 1980 beendete sie ihre Karriere.

## Diskografie

### Alben
- Toshigoro (1973)
- Aoi Kajitsu (1973)
- Momoe no Kisetsu (1974)
- Hitonatsu no Keiken (1974)
- 15-sai (1974)
- 16-sai no Tēma (1975)
- Sasayakana Yokubō (1975)
- 17-sai no Tēma (1976)
- Yokosuka Story (1976)
- Pearlcolour ni Yurete (1976)
- Momoe Hakusho (1977)
- Golden Flight (1977)
- Hana Zakari (1977)
- Cosmos / Uchū (1978)
- Doramachikku (1978)
- Hatachi no Kinenbei Manjushaka (1978)
- A Face in a Vision (1979)
- L. A. Blue (1979)
- Harutsugedori (1980)
- Möbius's Game (1980)
- Fenikkusu Densetsu (1980)
- This is My Trial (1980)

### Singles
- Toshigoro (1973)
- Aoi Kajitsu (1973)
- Kinjirareta Asobi (1973)
- Haru Kaze no Itazura (1974)
- Hitonatsu no Keiken (1974)
- Chippoke na Kanshō (1974)
- Fuyu no Iro (1974)
- Mizuumi no Kesshin (1975)
- Natsu Hiraku Seishun (1975)
- Sasayakana Yokubō (1975)
- Shiroi Yakusokuo (1975)
- Akai Shogeki (1976)
- Ai ni Hashitte (1976)
- Yokosuka Story (1976)
- Pearlcolour ni Yurete (1976)
- Hatsukoizōshio (1977)
- Yumesakiannainin (1977)
- Imitation Gold (1977)
- Kosumosu (1977)
- Akai Kizuna (Red Sensation) (1977)
- Otomezakyu (1978)
- Playback Part2 (1978)
- Zettai Zetsumei (1978)
- Iihi Tabidachi (1978)
- Be・Silent (1979)
- Ai no Arashi (1979)
- Shinayaka ni Utatte (1979)
- Aizen Bashi (1979)
- Carnival (1980)
- Rock 'n' Roll Widow (1980)
- Sayonara no Mukougawa (1980)
- Ichie (1980)